# Клавдія Фольц
Фольц Клавдія Олексіївна (1919 р.н.) — письменниця, режисер, актриса. Брала участь у діяльності Українського мистецького товариства у Сіднеї. Авторка літературної збірки  «Для всіх і про все» (Сідней, 1988). Нагороджена почесним званням "Заслужений діяч мистецтв України" (Указ Президента України № 739/2007).

## Твори
"Материнське серце" (новела)